# Communauté de communes Haute-Provence Pays de Banon
La communauté de communes Haute-Provence Pays de Banon est une communauté de communes française créée le 30 novembre 2016 et a pris effet le 1er janvier 2017, située dans le département des Alpes-de-Haute-Provence en région Provence-Alpes-Côte d'Azur.

## Historique
La loi no 2015-991 du 7 août 2015 portant nouvelle organisation territoriale de la République, dite « loi NOTRe », impose aux établissements publics de coopération intercommunale à fiscalité propre une population supérieure à 15 000 habitants, avec des dérogations, sans pour autant descendre en dessous de 5 000 habitants. La communauté de communes du Pays de Banon comptait 3 396 habitants en 2012 ; elle ne peut pas se maintenir. Le projet de SDCI, présenté le 12 octobre 2015, proposait une fusion entre la communauté de communes du Pays de Banon et la communauté de communes de Haute-Provence. Cette fusion « constituerait un […] pôle intermédiaire à côté des pôles de référence du territoire (Forcalquier et Manosque) », concentrant les déplacements domicile-travail, et « constituant la porte d'entrée des principales voies du département ».
À la suite de la réunion de la commission départementale de coopération intercommunale du 21 mars 2016, un amendement concernant l'adhésion de Saint-Maime au pôle Banon-Haute-Provence a été adopté. La nouvelle structure intercommunale comprendra vingt-et-une communes, dont les huit de la CC de Haute-Provence et les douze de la CC du Pays de Banon.

## Territoire communautaire

### Composition
La communauté de communes est composée des 21 communes suivantes :

| Nom                         | Code Insee | Gentilé         | Superficie (km2) | Population (dernière pop. légale) | Densité (hab./km2) |
| --------------------------- | ---------- | --------------- | ---------------- | --------------------------------- | ------------------ |
| Mane (siège)                | 04111      | Manarains       | 22               | 1 390 (2022)                      | 63                 |
| Aubenas-les-Alpes           | 04012      | Albascecois     | 7,93             | 85 (2022)                         | 11                 |
| Banon                       | 04018      | Banonais        | 39,81            | 1 070 (2022)                      | 27                 |
| Dauphin                     | 04068      | Dauphinois      | 9,71             | 837 (2022)                        | 86                 |
| L'Hospitalet                | 04095      | Hospitaliens    | 19,35            | 96 (2022)                         | 5                  |
| Montjustin                  | 04129      | Montjustiniens  | 10,15            | 57 (2022)                         | 5,6                |
| Montsalier                  | 04132      | Salimontains    | 23,81            | 167 (2022)                        | 7                  |
| Oppedette                   | 04142      | Oppedetois      | 8,49             | 44 (2022)                         | 5,2                |
| Redortiers                  | 04159      | Redortiérins    | 45,77            | 89 (2022)                         | 1,9                |
| Reillanne                   | 04160      | Reillannais     | 38,55            | 1 730 (2022)                      | 45                 |
| Revest-des-Brousses         | 04162      | Revestains      | 22,95            | 264 (2022)                        | 12                 |
| Revest-du-Bion              | 04163      | Revestois       | 43,45            | 487 (2022)                        | 11                 |
| La Rochegiron               | 04169      | Rochegironais   | 30,11            | 108 (2022)                        | 3,6                |
| Saint-Maime                 | 04188      | Saint-Maimois   | 7,51             | 904 (2022)                        | 120                |
| Saint-Martin-les-Eaux       | 04190      | Saint-Martinois | 9,15             | 123 (2022)                        | 13                 |
| Saint-Michel-l'Observatoire | 04192      | Saint-Michelois | 27,78            | 1 278 (2022)                      | 46                 |
| Sainte-Croix-à-Lauze        | 04175      | Saint-Croisiens | 8,65             | 86 (2022)                         | 9,9                |
| Saumane                     | 04201      | Saumanois       | 3,21             | 125 (2022)                        | 39                 |
| Simiane-la-Rotonde          | 04208      | Simianais       | 67,86            | 608 (2022)                        | 9                  |
| Vachères                    | 04227      | Vacherois       | 23,42            | 318 (2022)                        | 14                 |
| Villemus                    | 04241      | Villemusiens    | 9,59             | 193 (2022)                        | 20                 |

### Démographie
| 2013  | 2014  |
| ----- | ----- |
| 9 582 | 9 586 |

## Administration

### Siège
Le siège de la communauté de communes est situé à Mane.

### Les élus
| Nombre de délégués | Communes                                    |
| ------------------ | ------------------------------------------- |
| 5                  | Mane, Reillanne                             |
| 4                  | Saint-Michel-l'Observatoire                 |
| 3                  | Banon, Saint-Maime                          |
| 2                  | Dauphin, Simiane-la-Rotonde, Revest-du-Bion |
| 1                  | Les autres communes                         |

### Présidence
| Nom | Nom             | Parti | Début | Fin         | Fonctions             |
| --- | --------------- | ----- | ----- | ----------- | --------------------- |
|     | Jacques Depieds | DVD   | 2017  | En fonction | Maire de Mane (1989-) |

### Vice-présidents
|    | Nom | Nom               | Parti | Mandats                                      | Qualité |
| -- | --- | ----------------- | ----- | -------------------------------------------- | ------- |
| 01 |     | Philippe Wagner   | UDI   | Maire de Banon (2014-)                       |         |
| 02 |     | Michelle Bertin   | LR    | Maire de Dauphin (2001-)                     |         |
| 03 |     | Claude Pellissier |       | Maire de La Rochegiron (2001-)               |         |
| 04 |     | Pascal Depoisson  | DVD   | Maire de Saint-Michel-l'Observatoire (2014-) |         |
| 05 |     | Gérard Burcheri   | DVD   | Maire de Redortiers (2005-)                  |         |
| 06 |     | Stéphane Delrieu  | DVG   | Maire de Saint-Martin-les-Eaux (2014-)       |         |
| 07 |     | Brigitte Moya     | DVD   | Maire de Aubenas-les-Alpes (2014-)           |         |